# Diddl
Diddl är en mus tecknad av den tyske tecknaren Thomas Goletz och skissades första gången 1990.
Diddl finns som motiv på bl.a. brevpapper och pennor, men finns även som figur.

### Översättning
Den här artikeln är helt eller delvis baserad på material från tyskspråkiga Wikipedia, tidigare version.